# Israel Gutman
Pour les articles homonymes, voir Gutman.
Israel Gutman, né le 20 mai 1923 à Varsovie et mort le 1er octobre 2013 à Jérusalem, est un historien israélien d'origine polonaise, survivant de la Shoah et devenu l'un des spécialistes mondiaux du sujet.

## Biographie

### Le combattant
Né à Varsovie à l'époque de la Deuxième république de Pologne, Gutman est dès son adolescence membre du mouvement de jeunesse sioniste de gauche Hachomer Hatzaïr et, lorsque la Seconde Guerre mondiale éclate et que les juifs sont confinés dans le ghetto de Varsovie, participe à la résistance. Ses parents et sa sœur ainée périssent dans le ghetto tandis que sa plus jeune sœur fait partie des enfants déportés de l'orphelinat de Janusz Korczak.
Blessé lors du soulèvement du Ghetto en 1943, il est fait prisonnier et déporté aux camps de concentration de Majdanek puis d'Auschwitz-Birkenau et, en mai 1945 il est envoyé vers Mauthausen dans une marche de la mort à laquelle il survit. Libéré, il est hospitalisé en Autriche, rejoint la Brigade juive en Italie et participe au mouvement Berichah (« Fuite ») qui exfiltre des juifs européens réfugiés ou survivants de la Shoah vers la Palestine depuis 1944.

### L'historien
Gutman émigre en 1947 en Palestine et s'installe dans le kiboutz de Lehavot HaBashan où il demeure pendant vingt-cinq ans et fonde famille : son épouse Irit lui donne deux filles et un garçon qui est tué en 1971 alors qu'il sert dans l'armée israélienne. En 1961, il fait partie des témoins au procès d'Adolf Eichmann.
Israel Gutman s'engage dans des études d'histoire à l'université hébraïque de Jérusalem où il obtient un doctorat en 1975 grâce à une thèse portant sur le ghetto de Varsovie. Il est ensuite directeur de recherches à l'institut Yad Vashem jusqu'en 1983 et en dirige le Comité académique pendant plusieurs années. Il prend la tête de l'Institut d'histoire juive contemporaine de l'université hébraïque de Jérusalem entre 1983 et 1985 où il lance un de ses plus important projet, une Encyclopedia of Holocaust en quatre volumes qui verra le jour sous sa direction en 1990.
Il fonde l'Institut international pour la recherche sur la Shoah à Yad Vashem, qu'il dirige de 1993 à 1996. Il devient l'historien en chef du centre mémoriel de 1996 à 2002 et conseiller scientifique de 2002 jusqu'à sa mort. Gutman a en outre créé « Moreshet », un centre mémoriel en l'honneur de Mordechaj Anielewicz et en a dirigé la publication, Yalkut Moreshet. Il a par ailleurs été conseiller notamment pour le United States Holocaust Memorial Council, consultant scientifique auprès du United States Holocaust Memorial Museum, vice-président du Comité international d'Auschwitz ou encore, après la chute du Mur de Berlin, conseiller du gouvernement polonais pour les Affaires juives, le Judaïsme et la commémoration de la Shoah.
Il meurt le 1er octobre 2013 à Jérusalem, à l'âge de nonante ans.

## Travaux
Israel Gutman fait partie du petit groupe d'historiens rescapés de la Shoah. Il est devenu parmi eux l'un des chercheurs les plus influents sur le sujet au niveau mondial, par la qualité et la minutie de ses recherches, ses compétences aiguës dans l'analyse alliées à une écriture lucide. Israel Gutman a néanmoins toujours insisté sur le devoir de distance entre son métier d'historien et son expérience personnelle.
Il compte parmi les pierres angulaires des études de la Shoah en Israël, influençant profondément l'« École de Jérusalem » qui présente les Juifs en tant que sujets de l'histoire et non pas seulement comme victimes des crimes nazis. Il défend une approche empirique et aborde tant les documents administratifs allemands que les documents juifs de la période et au-delà, sans négliger les documents issus des populations non-juives locales, quelle qu’en soit la langue. Gutman insiste également sur l'importance des témoignages oraux, partie intégrante de la documentation et permettant une meilleure compréhension des événements.
Cette approche le conduit particulièrement à rechercher et utiliser la documentation juive pour de raconter l'histoire des Juifs pendant cette période. Cette approche se traduit dès sa thèse de doctorat sur les Juifs du ghetto de Varsovie entre 1939 et 1943, qui devient une référence sur la question.
Les travaux d'Israel Gutman influencent profondément l'étude de la vie quotidienne des Juifs et des ghettos à l'époque nazie, soulignant par ailleurs la centralité de l'antisémitisme au sein du mouvement nazi. L'apport de Gutman à l'étude de la Shoah met en lumière le caractère unique de celle-ci. Il souligne la combinaison inédite de différents facteurs qui permettent la perpétration de ce crime de masse : antisémitisme historique, diabolisation des Juifs en Europe, exil prolongé, persécution persistante par le christianisme combinés aux considérations raciales et biologiques par les nazis les considérant comme un danger immuable, rendus responsables de la défaite et de l'affaiblissement de l'Allemagne au lendemain de la Première Guerre mondiale.
Il étudie également la Judenräte, les différentes politiques selon les diverses communautés juives, la planification de la politique anti-juive des nazis, leur utilisation de la main d’œuvre juive... Il s'attache en outre à analyser les changements au sein des communautés juives, notamment l'émergence des mouvements de jeunesse militants face aux directions communautaires traditionnelles.
Gutman a influencé certains de ses élèves qui sont à leur tour devenus des chercheurs et enseignants de référence, parmi lesquels Daniel Blatman.

## Honneurs
- Landau Award for Science and Research
- Salonika Prize for Literature
- Yitzchak Sadeh prize for Military Studies
- Shlansky Prize
- Jefroykin Prize
- Polish Unification Prize
- Docteur Honoris Causa des universités de Varsovie (1995) et de Brandeis (2009)